# Calycophyllum spectabile
Calycophyllum spectabile är en måreväxtart som beskrevs av Julian Alfred Steyermark. Calycophyllum spectabile ingår i släktet Calycophyllum och familjen måreväxter.
Artens utbredningsområde är Guyana. Inga underarter finns listade i Catalogue of Life.